# Weuraya
Weuraya is een bestuurslaag in het regentschap Aceh Besar van de provincie Atjeh, Indonesië. Weuraya telt 762 inwoners (volkstelling 2010).